# Pops Staples

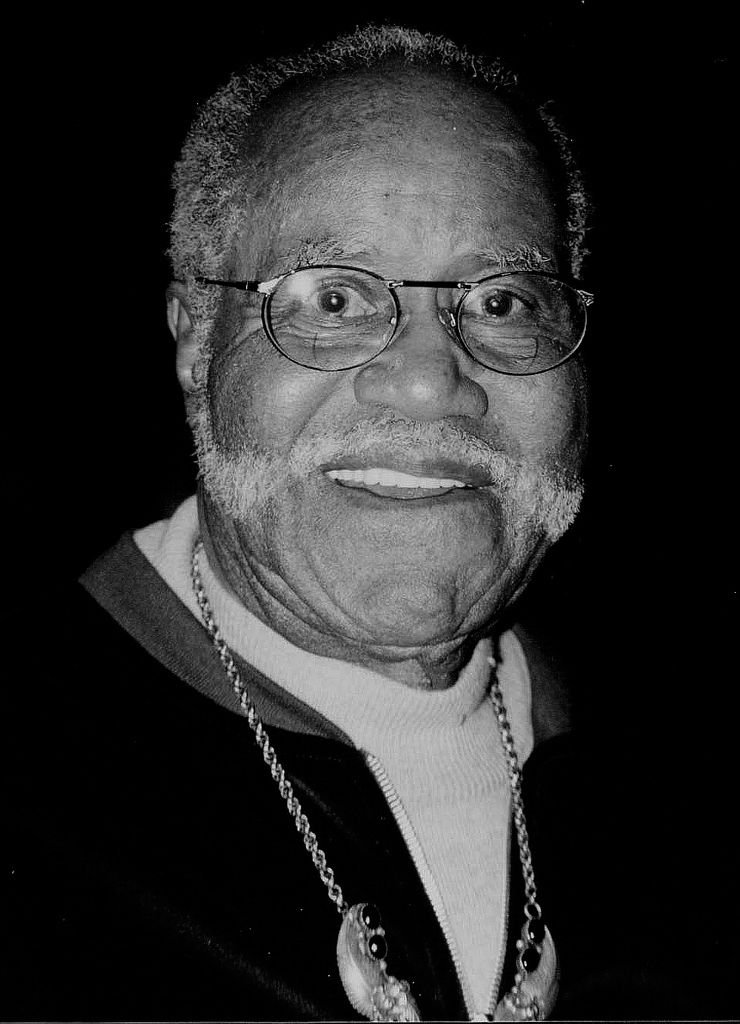
Pops Staples (2000)

Pops Staples (eigentlich Roebuck Staples; * 2. Dezember 1914 in Winona, Mississippi; † 19. Dezember 2000 in Chicago, Illinois) war ein US-amerikanischer Gospel- und R&B-Musiker. Er war Gründer, Leiter und Mitglied der Gesangsgruppe The Staple Singers, der auch sein Sohn Pervis und seine Töchter Mavis, Yvonne und Cleotha angehörten. Er spielte Gitarre, sang und komponierte.

## Werdegang
Staples, geboren im US-Bundesstaat Mississippi, war ein enger Freund von Charley Patton. Er musizierte u. a. mit Bluesgrößen wie Robert Johnson, Son House und Robert Lockwood Jr. Der versierte Blues-Gitarrist wandte sich in den 1930er Jahren verstärkt der kirchlichen Musik zu und wurde 1937 Mitglied der Gospelgruppe The Golden Trumpets.
1941 zog Staples nach Chicago, wo er sich den Trumpet Jubilees anschloss. Mit seinen Töchtern Cleotha und Mavis Staples sowie seinem Sohn Pervis trat er regelmäßig bei Gottesdiensten auf. Schließlich gaben sie unter dem Namen The Staple Singers auch Bühnenkonzerte.
Ursprünglich eine Gospelgruppe, hatten die Staple Singers Ende der 1960er ihre ersten kommerziellen Erfolge mit Soul-Stücken. Anfang der 1970er hatten sie mit dem Funk-Titel I'll Take You There einen Hit. Ihre vielleicht bekannteste Nummer war Let's Do It Again.
1992 veröffentlichte Staples das Soloalbum Peace to the Neighborhood, mit dem er zu seinen Blues- und Gospelwurzeln zurückkehrte. Mit dem Album Father Father von 1994 gewann er einen Grammy für das beste zeitgenössische Bluesalbum. Staples spielte auch in einigen Filmen mit, darunter 1998 in Wag the Dog.
Pops Staples starb im Dezember 2000 im Alter von 85 Jahren. Die Aufnahmen zu einem Abschiedsalbum der Staple Singers, das aufgrund seines Todes zunächst nicht fertiggestellt werden konnte, wurden 2014 auf Initiative seiner jüngsten Tochter Mavis mithilfe des Produzenten Jeff Tweedy vollendet und erschienen unter dem Titel Don't Lose This auf CD und LP.